# 少女的祈禱 (鋼琴曲)
《少女的祈祷》（波蘭語：Modlitwa Dziewicy，Op. 4），是波兰女作曲家特克拉·巴达捷夫斯卡-巴拉诺夫斯卡（Tekla Bądarzewska-Baranowska）的传世名作，于1851年在华沙出版。

## 分析和評論
该曲是一首结构简单的钢琴变奏曲，為速度適中的行板，降E大调，4/4节拍，主题柔美而略带伤感，接四小节前奏后出场，四次变奏后全曲结束，左手和弦以简单的属七和弦和主三和弦为主，难度一般。
以下行音為中心的四小節前奏之後，樂曲呈現出溫婉而幽麗的主題，此後是主題的四種變奏，最後一個變奏以三連音符為主，飽含熱情，這就是全曲的結尾。曲中左手所彈的和聲也十分簡單，只是一些屬七和弦和主三和弦而已。本曲形象單純、手法樸素，在演奏技巧上難度不大，初學者即可彈奏。
該樂曲是中級鋼琴家的短鋼琴作品。有些人喜歡它的迷人而浪漫的旋律，而另一些人則將其描述為“感傷的沙龍”。肖斯塔科維奇说：“按照所有的規則來衡量，它都應該屬於不好的音樂，但是我每次聽它的時候，淚水就湧上眼眶”。鋼琴家兼學者亞瑟·洛瑟則將其描述為“骯髒的骯髒產物”。

## 應用
俄國傑出的文學家契訶夫曾在他的著名劇作《三姐妹》中引用此曲作為配樂。
美國音樂家鮑勃·威爾斯以西方搖擺風格安排了作品，並為此創作了歌詞。他於1935年首次將其錄製為“ 少女的祈禱”。後來，它成為許多鄉村藝術家錄製的標準。1930年，庫爾特·威爾和貝托特·布雷希特創作的歌劇《馬哈貢尼市的興衰》中，第一幕中的場景9是諷刺性地基於該作品的鋼琴演奏意味，其主題在隨後的合奏中被男性合唱團引用。
在日本，《少女的祈禱》被用作紅綠燈給盲人過馬路，亦被JR東海用作月台門的開關門鈴聲（比如東海道新幹線）。
在香港，鋼琴曲《少女的祈祷》的尾端旋律被陈辉阳作曲、楊千嬅主唱同名歌曲引用作為主题旋律這首歌亦成為楊千嬅廣為人知的其中一首歌曲。
在台灣，《少女的祈禱》被用作垃圾車音樂；而在紐西蘭，則被用作雪糕車音樂。
台灣垃圾車沿街收集垃圾時的廣播提示音樂有兩種，即此曲或德國作曲家貝多芬的《給愛麗絲》。根據臺灣大學建築與城鄉研究所副教授畢恆達，原來會使用《少女的祈禱》，是因為曾任衛生署長的許子秋恰好聽到女兒演奏起這首歌，於是決定採用；《給愛麗絲》則是從德國買進垃圾車時就帶有的音樂。。另外也有說法，這個點子其實是高雄醫學院（今高雄醫學大學）的創辦人，臺灣第一位醫學博士杜聰明的所想的。

## 外部連結
- 《少女的祈祷》：国际乐谱典藏计划上的乐谱